# Kirchberg an der Pielach
Kirchberg an der Pielach är en ort och kommun  i Österrike. Den ligger i distriktet Sankt Pölten-Land i förbundslandet Niederösterreich, 70 kilometer väster om huvudstaden Wien.
Kommunen består av sju orter (Ortschaften) (inom parentes invånarantal 1 januari 2024):

- Kirchberg an der Pielach (1 264)
- Kirchberggegend (225)
- Schloßgegend (267)
- Schwerbachgegend (428)
- Soisgegend (537)
- Tradigistdorf (287)
- Tradigistgegend (134)